# Shenyang Taiqing Gong
Shenyang Taiqing Gong, der Tempel der Höchsten Klarheit von Shenyang (chinesisch 瀋陽太清宮 / 沈阳太清宫, englisch Supreme Clarity Temple/Taiqing Palace) ist ein daoistischer Tempel in Shenyang in der chinesischen Provinz Liaoning. Er gehört zur Tradition Drachentor-Schule des Quanzhen-Daoismus. Der Tempel wurde 1663 in der Zeit der Qing-Dynastie gegründet. Er ist Sitz der Daoistischen Gesellschaft der Provinz Liaoning und steht auch auf der Liste der 21 wichtigsten daoistischen Tempel des chinesischen Staatsrates. 